# 下府站
下府站（日语：／ Shimokō eki */?）是位於島根縣濱田市下府町，西日本旅客鐵道（JR西日本）的山陰本線車站。部分快速列車停站。

## 歷史
- 1921年（大正10年）9月1日 - 國鐵山陰本線都野津站至濱田站之間開業，此站啟用。為客運和貨運車站。
  - 當時車站地址為島根縣那賀郡下府村。
- 1941年（昭和16年）8月1日 - 隨著國府村（日语：国府町 (島根県)）成立，車站地址為島根縣那賀郡國府村下府。
- 1951年（昭和26年）4月1日 - 國府村實施町制國府町（日语：国府町 (島根県)）（第一次），車站地址為島根縣那賀郡國府町下府。
- 1955年（昭和30年）4月15日 - 隨著國府町（第二次）成立，車站地址為島根縣那賀郡國府町下府。
- 1969年（昭和44年）3月1日 - 國府町編入濱田市（第一次），車站地址為島根縣濱田市下府町。
- 1974年（昭和49年）10月1日 - 終止貨物起卸業務。
- 1987年（昭和62年）4月1日 - 伴隨國鐵分割民營化，車站由西日本旅客鐵道（JR西日本）營運。
- 1990年（平成2年）3月10日 - 成為無人車站[1]。
- 2005年（平成17年）10月1日 - 隨著濱田市（第二次）成立，車站地址為現時位置。

## 車站構造
車站是一座地面車站，設有2面2線的相對式月台，另外設有1條側線，可進行列車交會。車站大樓位於上行月台旁，兩月台設有行人隧道連接。
月台上設有候車室，在一段時期，候車室門與窗曾被風吹走，隨後於2008年（平成20年）5月再次設置。
車站由濱田鐵道部管理的無人車站，車站大樓曾經設有車站職員當值。曾經在車站大樓中設有乘車站證明票發行機。

### 月台
| 月台 | 路線     | 上下行 | 方向             |
| ---- | -------- | ------ | ---------------- |
| 1    | 山陰本線 | 上行   | 出雲市、松江方向 |
| 2    | 山陰本線 | 下行   | 濱田、益田方向   |

## 圖庫

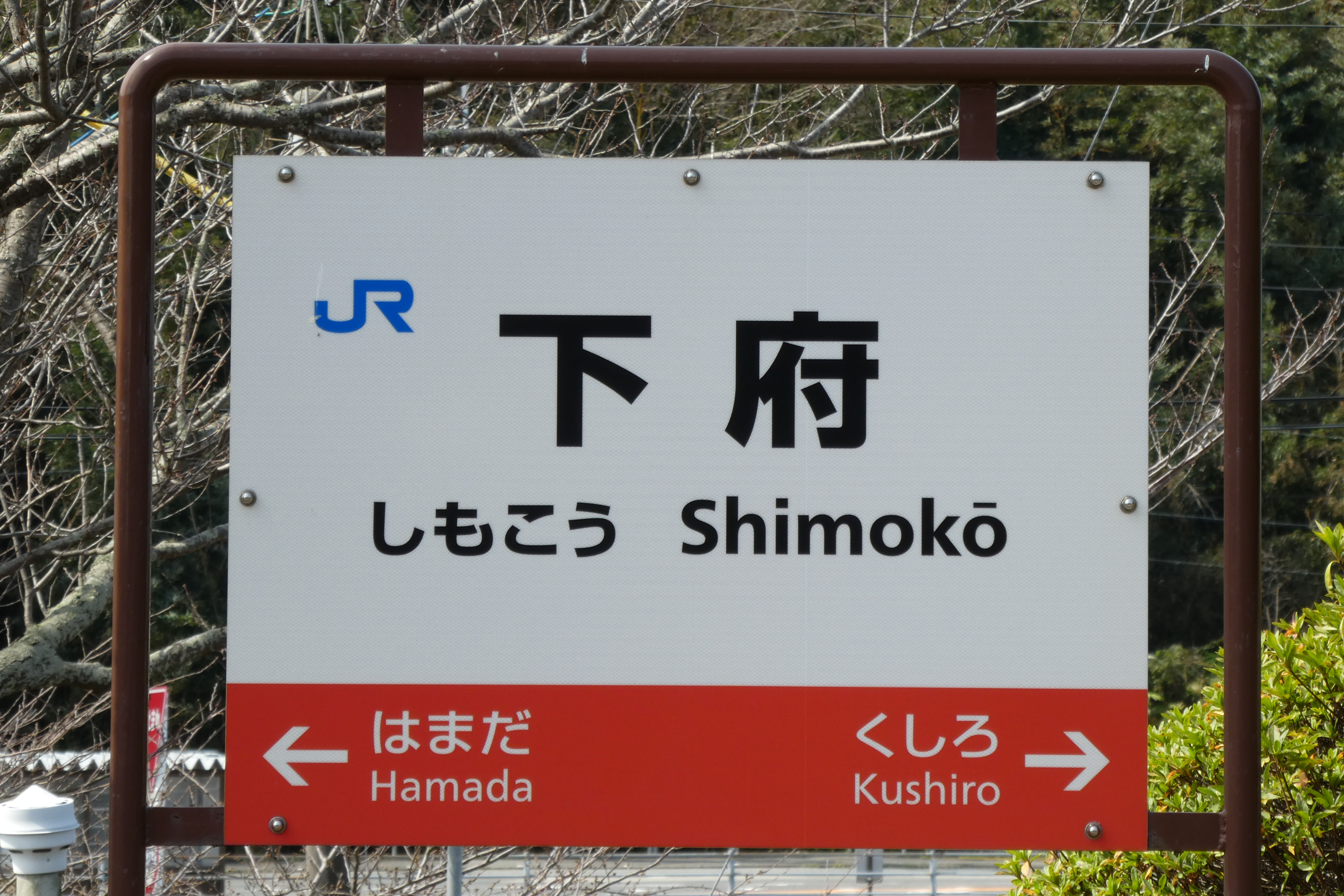
站名牌（2020年3月）
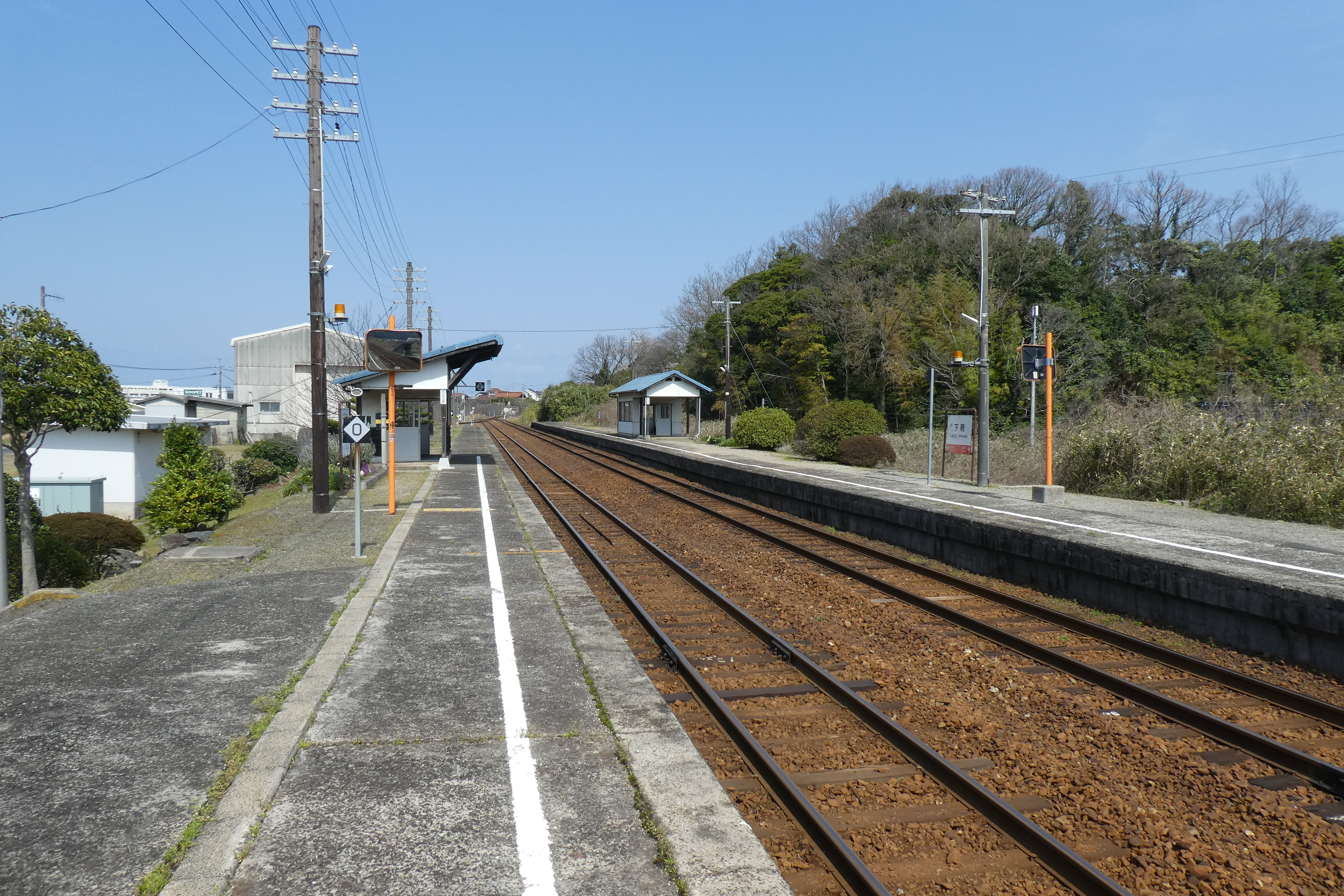
1號月台

## 車站周邊
- 島根縣道207號下府停車場線（日语：島根県道207号下府停車場線）
- 國道9號
- 國府海灘（日语：国府海水浴場）
- 石見疊浦（日语：石見畳ヶ浦）
- 濱田市立濱田東中學
- 濱田市立國府小學
- 濱田市立上府小學
- 下府川

## 使用狀況
以下為近年1日平均乘車人次列表：
| 乘車人次變化 | 乘車人次變化    |
| 年度         | 1日平均乘車人次 |
| ------------ | --------------- |
| 1984         | 238             |
| 1994         | 188             |
| 1999         | 109             |
| 2000         | 112             |
| 2001         | 125             |
| 2002         | 101             |
| 2003         | 111             |
| 2004         | 100             |
| 2005         | 105             |
| 2006         | 97              |
| 2007         | 82              |
| 2008         | 90              |
| 2009         | 80              |
| 2010         | 85              |
| 2011         | 84              |
| 2012         | 77              |
| 2013         | 79              |
| 2014         | 66              |
| 2015         | 71              |
| 2016         | 345             |
| 2017         | 79              |

## 相鄰車站
西日本旅客鐵道
山陰本線
- 部分快速水快車停車站。

久代－下府－濱田

## 注腳
1. ↑  『JR気動車客車編成表』90年版 JRR 1990年 ISBN 4-88283-111-2
2. ↑  島根縣統計書

## 外部連結
- 下府｜車站資訊：JR出門網 - 西日本旅客鐵道